# Westliche Pferdeenzephalomyelitis
Die Westliche Pferdeenzephalomyelitis (englisch Western Equine Encephalomyelitis [WEE]) ist eine tödlich verlaufende Viruserkrankung der Pferde, die wie alle Pferdeenzephalomyelitiden zu den anzeigepflichtigen Tierseuchen gehört. Sie ist auch auf den Menschen übertragbar (Zoonose) und kann eine ebenfalls tödliche Erkrankung auslösen.

## Erreger
Der Erreger der Erkrankung ist das Western-Equine-Encephalitis-Virus (Western-Equine-Encephalomyelitis-Virus, WEEV, deutsch auch Westliches-Pferdeenzephalitis-Virus) aus der Gattung Alphavirus der Familie der Togaviridae, das eng mit dem Sindbis-Virus (SINV) und auch mit dem Erreger Eastern-Equine-Encephalitis-Virus (EEEV) der Östlichen Pferdeenzephalomyelitis (EEE) verwandt ist. Es gibt einige Varianten des Virus und man nimmt an, dass sie eine Rekombinante des Sindbis-Virus und des Eastern-Equine-Encephalitis-Virus sind.
Die von diesem Erreger ausgelöste Erkrankung kommt in Nordamerika westlich des Mississippi River, in Mexiko und in Südamerika vor.
Als Hauptüberträger fungieren Mücken der Gattungen Culex und Aedes sowie Zecken (Dermacentor andersoni). Als Virusreservoir dienen Wildvögel, bei denen die Infektion aber stumm oder harmlos verläuft.

## Klinik
Infektionen treten vor allem im Sommer und Frühherbst auf, wenn die Stechmücken aktiv sind. Die Erkrankung verläuft zumeist milder als die Östliche Pferdeenzephalomyelitis.
Die Inkubationszeit beträgt 1 bis 7 Tage. Klinisch treten Fieber, Abgeschlagenheit, Fressunlust, schlafähnliche Zustände, Lähmung des Rachens und der Gliedmaßen, Koordinierungsstörungen und Festliegen auf. Die Mortalität bei Pferden beträgt 20–30 %, der Tod tritt gewöhnlich innerhalb von 2 bis 7 Tagen ein. Beim Menschen endet die Erkrankung in etwa 10 % der Fälle tödlich.

## Bekämpfung
Eine wirksame Therapie oder vorbeugende Impfung gibt es nicht.